# خرامة الكرز

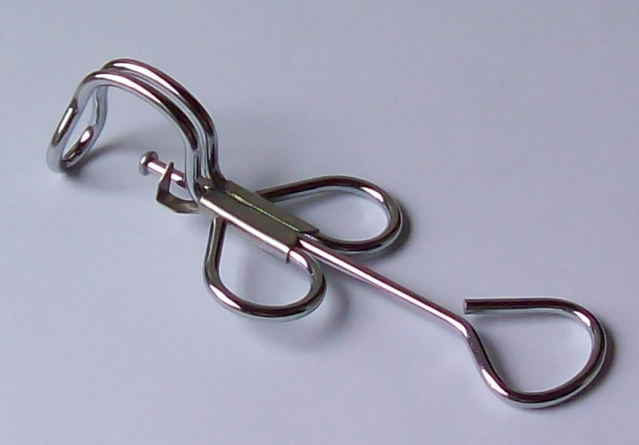
خرامة الكرز.

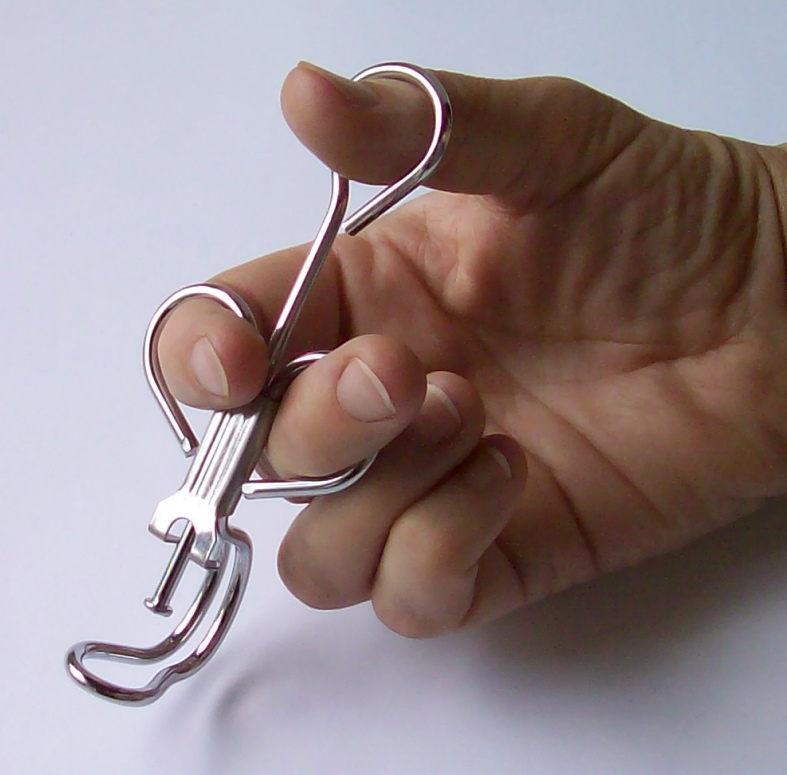
خرامة كرز في اليد.

خَرامة الكَرز (الجمع: خَرَّمَات الكَرَز) هي أدَاة لإزالةِ النواة مِن الكَرز، لتَتْرُك الكرز مِن ضِمنِها الأدوات الصَغيرة التي تُحمل في اليدِ، المَاكِينات الصَلبة المَنزلية التي تَعمل بحافز، والماكينات الصناعية.
استِخدام خَرامة الكَرز التي تُحمل في اليَد تَستدعى أولًا إزالة السَاق، ثُم دَفع مِقبس قَابِل للسحبِ مِن خِلال الكَرز وعليه النَواه ستُدفع خارجًا مِن الناحية الثانية.

وهُناك أداة مَنزلية بَديلة لخرامةِ الكَرز وهي دَبوس وَرق لاينحنى. أدخل النِهاية الكَبيرة داخل الكرز ثم أدِرْها واسحب النَواة. بعض خَرامات الكَرز تُستعمل أيضًا كخرامة نواة للزيتون.

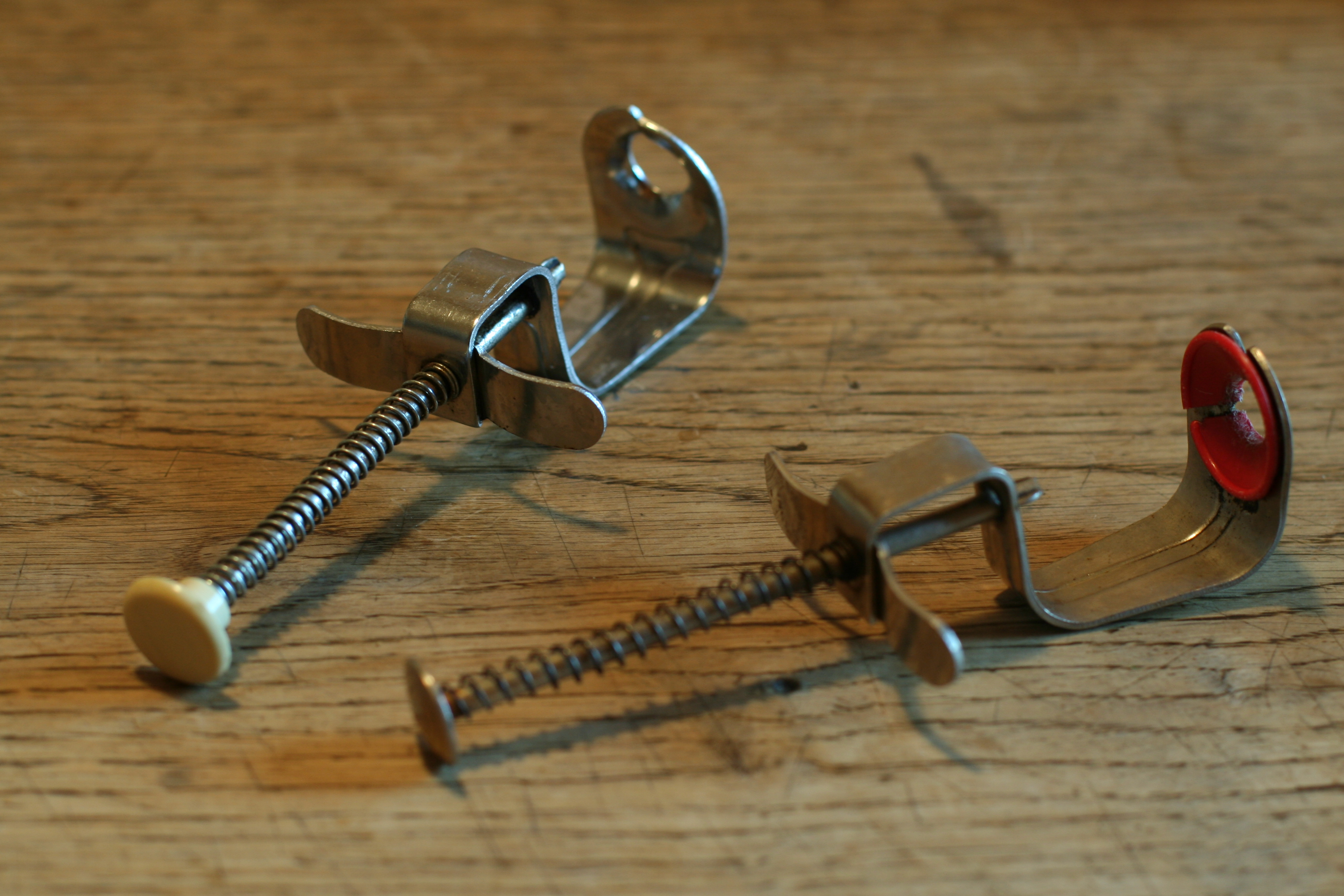
خرامات للكرز.